# Stibarobdella
A Stibarobdella a nyeregképzők (Clitellata) osztályának az ormányos nadályok (Rhynchobdellida) rendjébe, ezen belül a halpiócafélék (Piscicolidae) családjába tartozó nem.

## Tudnivalók
A Stibarobdella-fajok tengeri élősködők.

## Rendszerezésük
A nembe az alábbi 5 faj tartozik:
- Stibarobdella australiensis (Goddard, 1909)
- Stibarobdella benhami (Richardson, 1950)
- Stibarobdella macrothela (Schmarda, 1861)[1] - típusfaj
- Stibarobdella moorei (Oka, 1910)
- Stibarobdella superba Leigh-Sharpe, 1925

A három alábbi taxon név meglehet, hogy nem ebbe a nembe tartozik:
- Stibarobdella dispar (Cordero, 1937) (nomen dubium)
- Stibarobdella planodiscus (Baird, 1869) (nomen dubium)
- Stibarobdella taprobanensis (de Silva, 1963) (nomen dubium)

Három további taxon nevet vagy a fentiek szinonimájává alakították át, vagy más nemekbe helyezték át.